# Hilde Vérène Borsinger

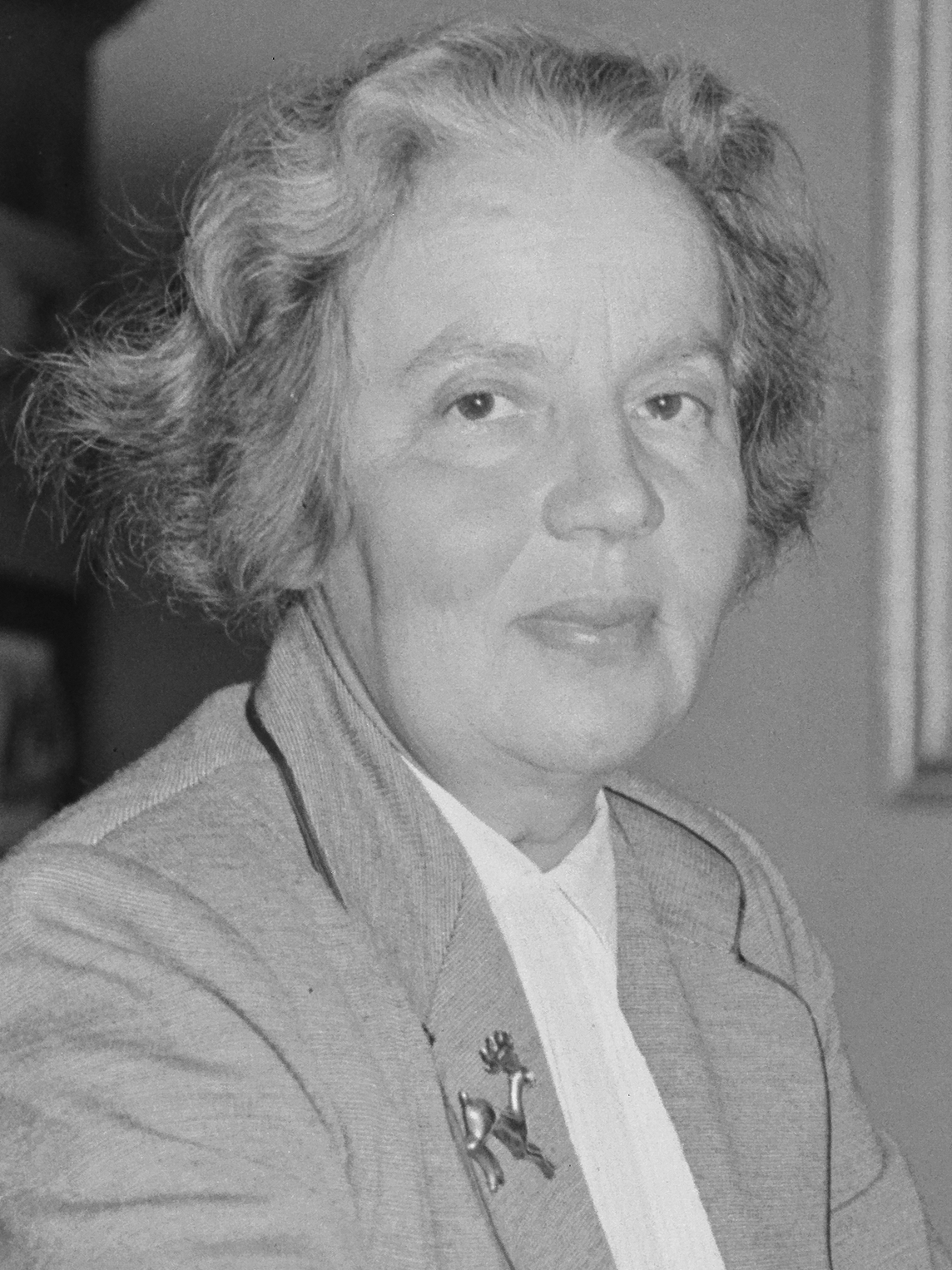
Hilde Vérène Borsinger
(um 1960)

Hilde Vérène Borsinger (* 30. Mai 1897 in Baden; † 21. Januar 1986 in Luzern) war eine Schweizer Juristin, Redaktorin und Frauenrechtlerin. 

## Biografie
Borsinger war die Tochter des Hotelbesitzers Joseph Anton Borsinger im Bäderquartier von Baden und der Hedwig Beck aus Sursee. Ihr Bruder Paul Borsinger, Nationalökonom und Journalist, war bei der SRG als erster Direktor des Schweizerischen Kurzwellendienstes tätig. Nach der Schulausbildung unter anderem in Bregenz und Genf und am 1904 gegründeten Institut Minerva in Zürich studierte Hilde Borsinger von 1924 bis 1929 an der Universität Zürich und anschliessend in München die Rechte. Im Jahr 1930 promovierte sie mit einer Dissertation über die Stellung der Frau in der katholischen Kirche.
Von 1931 bis 1933 arbeitete sie als Direktionsassistentin für Caritas Schweiz. 1932 gründete sie die Arbeitsgemeinschaft der weiblichen katholischen Jugend der Schweiz und im gleichen Jahr mit mehreren Schriftstellerinnen und Künstlerinnen den Club Hrotsvit. Von 1933 bis 1949 war sie Redaktorin der Zeitschrift «Die katholische Schweizerin» des Schweizerischen Katholischen Frauenbunds SKF.
Hilde Borsinger pflegte auch auf internationaler Ebene Kontakte zu juristisch und kulturell aktiven Frauen. Seit den 1930er Jahren stand sie in einem freundschaftlichen Verhältnis zur jüdisch-deutschen Schriftstellerin Edith Stein, die sie auch als Mitglied für den Club Hrotsvit zu gewinnen suchte. Stein lebte seit 1933 als Karmelitin in Köln und seit 1938 mit ihrer Schwester Rosa Stein im Karmel Echt in den Niederlanden. Als Stein 1941 auch in den Niederlanden eine Verfolgung durch das Regime des Dritten Reiches kommen sah, setzte sich Borsinger in der Schweiz für die rechtzeitige Ausreise der beiden Schwestern und ihre Aufnahme in den Karmel von Le Pâquier im Kanton Freiburg ein, was jedoch wegen Massnahmen der Schweizer Fremdenpolizei und der deutschen Besatzungsbehörden in den Niederlanden misslang, worauf Edith und Rosa Stein am 9. August 1942 im Vernichtungslager Auschwitz-Birkenau das Leben verloren.
Im Zweiten Weltkrieg engagierte sich Hilde Borsinger im Frauenhilfsdienst und als Journalistin des Schweizerischen Aufklärungsdiensts. Mit Vorträgen und durch ihre Verbandstätigkeit, vor allem im Schweizerischen Katholischen Frauenbund, setzte sie sich für öffentliche Aktivitäten von Frauen und für das Frauenstimmrecht in der Schweiz ein. Sie war Mitbegründerin der Studienstelle für die Jugend in Basel, Mitglied des Stiftungsrats der Stiftung Pro Helvetia und Mitglied des Schweizer Akademikerinnenverbands.
1953 wählte der Regierungsrat des Kantons Basel-Stadt Hilde Borsinger als erste Frau in der Schweiz in das Amt einer Strafrichterin.
1950 war Borsinger Delegierte an der UNESCO-Generalkonferenz in Florenz. Im September 1953 trat sie als Referentin anlässlich der Gründung der Europäischen Frauenunion in Salzburg auf. Ihr Vortrag war dem Thema Die soziale Position der werktätigen Frau gewidmet. Seit 1962 beteiligte Hilde Borsinger sich am Aufbau der Schweizerischen Arbeitsgemeinschaft in der Europäischen Frauenunion.

## Werke
- Die Rechtsstellung der Frau in der katholischen Kirche. Borna; Leipzig: R. Noske 1930 (Diss. iur. Univ. Zürich).
- (Mitarbeit:) Volk und Werk der Eidgenossen: Ein Handbuch vaterländischen Wissens und Wollens. Unter Mitarbeit von Anton Auf der Maur, Oskar Bauhofer, Dr. Hilde Vérène Borsinger; unter dem Protektorat des Schweizer. kathol. Volksvereins und des Schweizer. kathol. Frauenbundes hrsg. von Hans Dommann und Eugen Vogt; Zeichnungen und Umschlag von Werner Andermatt. Luzern: Rex-Verlag 1940.
- Die kulturelle Bedeutung der Schweizerin in Familie und Vaterland. Luzern: Schweizerischer Katholischer Frauenbund 1945.